# 중개업
중개업이란 타인간의 상행위의 중개를 영업하는 것을 말한다.

## 의무

### 견품보관의무
중개인이 그 중개한 행위에 관하여 견품을 받은 때에는 그 행위가 완료될 때까지 이를 보관하여야 한다. 견품에 의한 매매의 경우 견품과 대등한 품질로 이행될 것을 담보하고 분쟁시에는 그에 대한 증거를 보전하려는 취지이다. 그러므로 보관의무의 존속기간을 뜻하는 그 행위가 만료된 때라 함은 중개행위가 완료되거나 계약이 이행된 때를 의미하는 것이 아니라, 매도인의 담보책임이 소멸하는 등 기타 분쟁의 소지가 없어진 때를 의미한다. .
보관의무가 종료한 때에는 다른 약정이 없는 한 견품을 제공자에게 반환하여야 하며, 이 보관의무는 법률상의 의무이므로 다른 약정이 없는 한 보수.를 청구하지 못한다.

### 결약서교부의무
당사자간에 계약이 성립된 때에는 중개인은 지체없이 각 당사자의 성명 또는 상호, 계약년월일과 그 요령을 기재한 서면을 작성하여 각 당자사자에게 교부하여야 한다. 견품보관의무와 마찬가지로 당사자간의 분쟁에 대비하여 계약한 사실 및 그 내용에 대해 증거를 보전하기 위함이다. 그러므로 계약의 요령은 계약의 목적물•대가•이행시기 등 분쟁이 발생할 가능성이 있는 사실에 대해 증거가 될 수 있도록 구체적으로 기재하여야 한다.
결약서는 이미 계약이 이루어진 후에 증거방법으로 작서는 것이므로 창설적 효력이 있거나 계약의 실체적인 내용에 영향을 미치는 것이 아니다. 또 계약을 즉시 이행하는 경우에는 당사자가 사전에 기명날인 하는 것도 아니므로 거래의 실무상 작성하는 통칭 계약서와도 상이하다.